# Vittorio Rizzi (prefetto)
Vittorio Rizzi (Bologna, 21 settembre 1959) è un prefetto, poliziotto e dirigente pubblico italiano, direttore del Dipartimento delle informazioni per la sicurezza dal 16 gennaio 2025. Dal 2 settembre 2024 al 15 gennaio 2025 è stato Vice Direttore dell'AISI mentre dal giugno 2023 all'agosto 2024 è stato vice capo vicario della polizia di Stato. È nipote di Vincenzo Parisi, poliziotto, dirigente pubblico, prefetto  e Capo della Polizia di Stato.

## Biografia
Si è laureato in giurisprudenza presso l'Università degli Studi di Napoli Federico II e in scienze delle pubbliche amministrazioni presso l'Università degli Studi di Catania.
Nel 1986 inizia a lavorare nel settore privato e nel 1988 entra nel ruolo dei commissari della Polizia di Stato. I suoi primi incarichi sono nel 1989 in qualità di funzionario addetto alla sala operativa della Questura di Roma; dal 1990 al 1992 è alla Divisione investigazioni speciali della Questura di Roma;
Nel suo percorso professionale ha una lunga esperienza nel settore investigativo, inizialmente come funzionario del Servizio centrale operativo (SCO) del Dipartimento della pubblica sicurezza, dove è stato responsabile della sezione criminalità economica ed informatica, dirigendo progetti investigativi internazionali condotti anche con le agenzie di intelligence italiane, prima tra tutte il Sisde, e apparati americani come il Federal Bureau of Investigation e la Drug Enforcement Administration: tra questi si ricordano le operazioni "green ice", "dinero" e "unigold", con attività sotto copertura e agenti infiltrati. 
In seguito è stato a capo delle squadre mobili delle Questure di Venezia, Milano e Roma, dove ha diretto indagini di alto profilo, come quella che ha portato all'arresto del pluriomicida Angelo Stazzi, l'infermiere condannato all'ergastolo in via definitiva per aver provocato la morte di alcuni anziani in una casa di riposo alle porte di Roma. Tale risultato è stato il frutto di metodi di lavoro inediti per l'epoca (anni duemila), come la costituzione del gruppo di lavoro "cold case" della squadra mobile della Questura di Roma.
Ha diretto a Bologna il gruppo investigativo "Marco Biagi" per le indagini sui terroristi responsabili della morte del giuslavorista felsineo.
È stato direttore del servizio Polizia stradale, Questore dell'Aquila, direttore dell'Ispettorato di Pubblica Sicurezza di Palazzo Chigi, quale responsabile della sicurezza delle sedi istituzionali del Governo.
Nominato prefetto nel maggio 2016, diventa direttore centrale anticrimine della Polizia di Stato, struttura che a livello centrale si occupa delle strategie di prevenzione e contrasto dei fenomeni criminali.
Successivamente, nel maggio 2019, è designato a ricoprire l'incarico di Vice direttore generale della pubblica sicurezza – Direttore centrale della polizia criminale.
Nell'ambito del citato incarico, è stato al vertice di organismi interforze in ambito nazionale e internazionale: presidente dell'Organismo permanente di monitoraggio e analisi sul rischio di infiltrazioni nell'economia da parte della criminalità organizzata di tipo mafioso, Co-presidente, insieme al direttore esecutivo di Europol, del Working Group Covid 19 e del Next generation EU law enforcement forum, Co-driver del progetto I-CAN (Interpol/Italy Cooperation Against ‘Ndrangheta), presidente dell'Osservatorio contro gli atti di Discriminazione - OSCAD e presidente del Comitato Interministeriale del programma per l'attuazione dei regolamenti UE dell'interoperabilità.
Dal 2018 ha la titolarità della cattedra di Criminologia presso il Dipartimento di Psicologia dell'Università degli Studi di Roma "La Sapienza" e dal 2022 anche della cattedra di Sociologia del Crimine presso la Facoltà di scienze politiche dell'Università degli Studi Internazionali di Roma. 
Nel luglio 2022 è stato nominato, a cura del Senato accademico dell'Università degli studi di Roma "La Sapienza", professore esperto di alta formazione (professore di chiara fama). Inoltre, svolge attività di docenza presso la Società italiana per l'organizzazione internazionale (SIOI), in materia di crimini dell'odio e di cooperazione internazionale di polizia. 
Nel Consiglio dei Ministri del 27 giugno 2023 è stato nominato, su proposta del Ministro dell'interno Matteo Piantedosi, vice direttore generale della pubblica sicurezza con funzioni vicarie.
Nell'ottobre del 2023 è stato insignito della laurea honoris causa dall'Accademia di Sicurezza della Repubblica albanese di Tirana, con la seguente motivazione: “Per il contributo dato all'Istituzione, alla formazione professionale degli agenti di polizia e delle altre strutture delle Forze dell'ordine nell'Accademia di Sicurezza della Repubblica d'Albania, come l'unica istituzione di Alta formazione, nel campo dell'ordine e della sicurezza pubblica”.

### Direttore del DIS
Con decreto del Presidente del Consiglio dei Ministri, l'8 agosto 2024 è stato nominato Vice Direttore dell'Agenzia informazioni e sicurezza interna - AISI, con decorrenza 2 settembre 2024. Il  9 gennaio 2025 la Presidente del Consiglio Giorgia Meloni ha informato il Consiglio dei Ministri dell’intenzione di conferirgli l’incarico di Direttore generale del Dipartimento delle informazioni per la sicurezza a partire dal 16 gennaio seguente.

## Pubblicazioni
- Investigare 4.0. Criminologia e criminalistica. Viaggio nel mondo delle indagini, Roma, 2021, Piccin-Nuova Libraria, ISBN 8829931969;
- Investigare 5.0. Criminologia e criminalistica. Viaggio nel mondo delle indagini, Roma, 2023, Piccin-Nuova Libraria, ISBN 8829934399;
- Piattaforme criptate e prova penale, Roma, 2023, Sistema penale, ISSN 2704-8098.

## Onorificenze
Italiane
Straniere